# Три боје: Бело
Три боје: Бело (фр. Trois couleurs: Blanc , пољ. Trzy kolory. Biały) је комедија-драма из 1994. коју је продуцирао, написао (као косценариста) и режирао Кшиштоф Кјешловски. Бело је други део трилогије Три боје, која за тему има идеале француске револуције, после Плаво и пре Црвено. Филм је изабран као пољски кандидат у конкуренцији за најбољи филм на страном језику на 67. додели Оскара, али није прихваћен у ужи избор кандидата.
Бело говори о једнакости, а филм приказује Карола Карола, стидљивог човека који, након што га је жена оставила у понижавајућим околностима у Паризу, губи новац, боравиште и пријатеље. Као просјак дубоко посрамљен у Паризу, Карол кроз велике напоре покушава да врати равноправност у свој живот кроз освету.

## Продукција
Последња сцена у којој Доминик стоји иза решетака своје затворске ћелије снимљена је месецима након снимања остатка филма, и имала је за циљ да ублажи Домиников имиџ; Кјешловски је рекао да је раније био незадовољан завршним каром и да је желео да она изгледа мање налик чудовишту.

## Анализа
Филм је Роџер Иберт протумачио као антикомедију, упоредо са Плавом која је антитрагедија, а Црвено анти-романса.

## Пријем
Три боје: Бело је наишао на позитивне критике; тренутно има 87% позитиван рејтинг на Rotten Tomatoes, са просечном оценом 7,4/10, на основу 46 рецензија. Консензус гласи: „Узимајући светлији тон од осталих филмова трилогије Три боје, Бело је духовита, горко-слатка комедија која истражује теже теме него што би се на први поглед могло замислити.

## Награде и признања
Кјешловски је освојио Сребрног медведа за најбољу режију на 44. Берлинском међународном филмском фестивалу 1994.